# Branchierpeton
Genre
Branchierpeton est un genre fossile de temnospondyles Euskelia Dissorophoidea de la famille des Micromelerpetontidae originaire d'Afrique. 

## Liste des espèces
Selon Paleobiology Database et GBIF en 2023, :
- Branchiosaurus amblystomum (Credner, 1881)
- Branchierpeton reinholdi Werneburg, 1988
- Branchierpeton saalense Werneburg, 1990
- Branchierpeton saberi Werneburg et al., 2019[1].

## Classification
Le nom valide complet (avec auteur) de ce taxon est Branchierpeton Boy, 1972,.

### Fossiles
Selon Paleobiology Database en 2023, huit collections de fossiles sont référencées : trois du Permien en Allemagne, une du Carbonifère au Permien en Allemagne et quatre du Carbonifère en Tchéquie, Allemagne et Maroc, soit de 305,9 à 295 Ma avant notre ère.